# Реформы правительства Ельцина — Гайдара

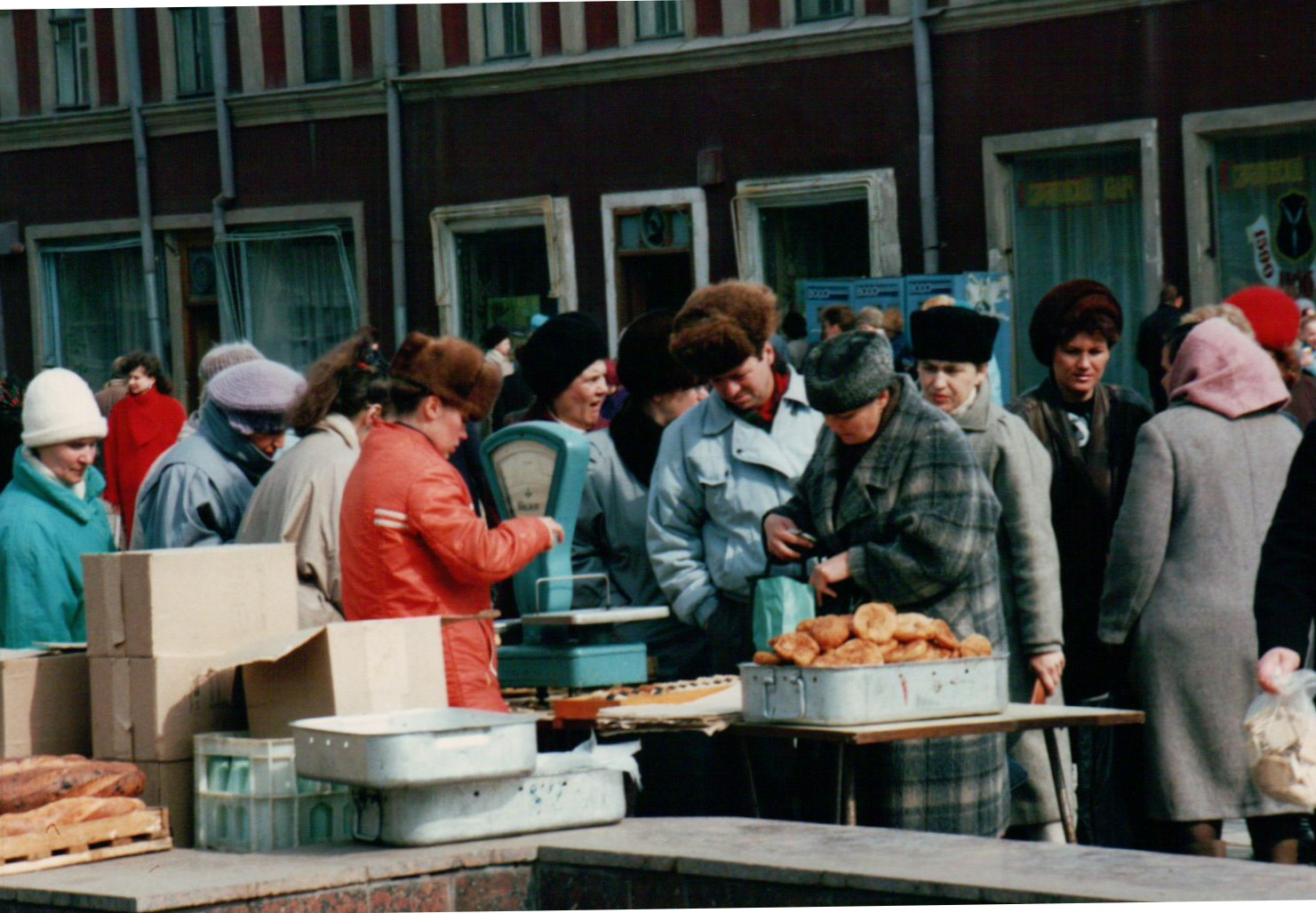
Рынок в России в марте 1992 года

Реформы правительства Ельцина — Гайдара (Гайдаровские реформы)— преобразования в экономике и системе государственного управления, осуществлённые правительством России под руководством Бориса Ельцина и Егора Гайдара в период со 2 января по 15 декабря 1992 года.
Правительством Ельцина — Гайдара были проведены либерализация розничных цен, либерализация внешней торговли, реорганизация налоговой системы и другие преобразования, радикально изменившие экономическую ситуацию в стране. Результатом реформ является переход России к рыночной экономике. За время проведения реформы либерализации розничных цен цены выросли в 10 000 раз, а после реформы по настоящее время примерно в 325 раз.

## Экономическая ситуация перед началом реформ
В декабре 1992 года Егор Гайдар докладывал VII Съезду народных депутатов России, что первоочередной проблемой в момент начала работы правительства было не допустить сбоев в системе жизнеобеспечения, прежде всего в поставках продовольствия. По данным, которые приводит экономист Евгений Ясин, к концу 1991 года нормы отпуска продуктов по карточкам в большинстве регионов составляли: сахар — 1 кг на человека в месяц, мясопродукты — 0,5 кг (с костями), масло животное — 0,2 кг. В коллективном труде ИЭПП под редакцией Гайдара приводятся такие данные: к концу 1991 года товарные запасы мяса и рыбы в розничной торговле сократились до 10 дней, в январе 1992 года запасы продовольственного зерна (без импорта) составили около 3 млн тонн при потребностях в 5 млн тонн в месяц. В 60 из 89 российских регионов запасы зерна были исчерпаны и производство хлеба шло «с колёс» непосредственно после завоза зерна, поступающего по импорту. 
Ситуация осложнялась тем, что были практически исчерпаны и валютные резервы страны. Покупка зерна за рубежом производилась только за счёт внешних займов, при этом у правительства не хватало денег даже на оплату фрахта судов. Часть продовольствия поступала в виде гуманитарной помощи стран Запада. 
Также о критическом положении с поставками продовольствия в ряде регионов говорили поступавшие с мест телеграммы.
В письме заместителей министра финансов СССР в Комитет по оперативному управлению народным хозяйством СССР в сентябре 1991 года говорилось: «Учитывая, что большая часть товаров немедленно распродается, практически можно считать, что рубль не имеет на сегодня товарного обеспечения. […] Совокупный бюджетный дефицит по бюджетной системе в целом в зоне обращения рубля составит до 300 млрд рублей. Дефицит такого размера является катастрофой для финансов и денежного обращения. В то же время он не оставляет шансов на существенное реальное выправление положения до конца года…».

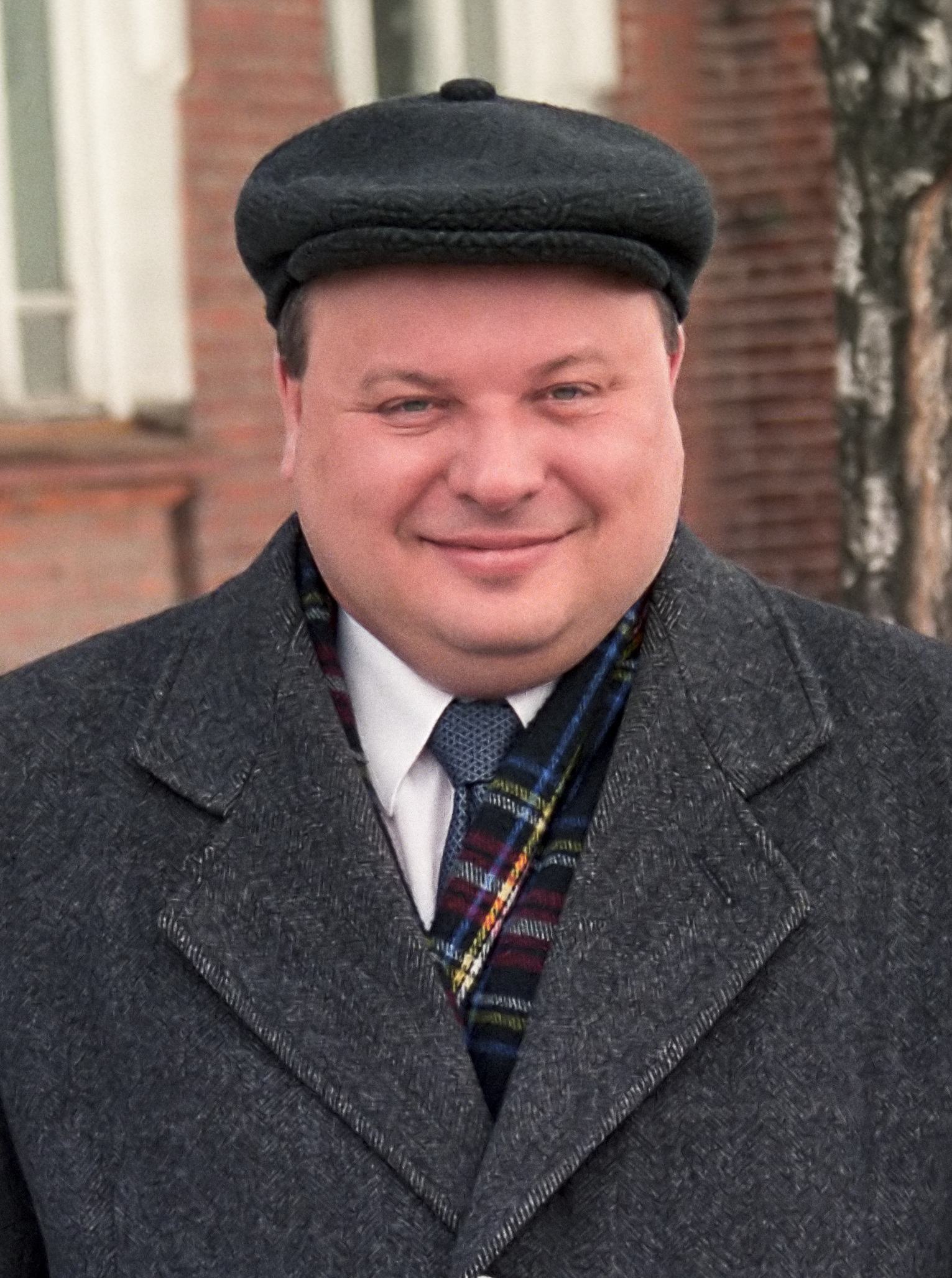
Егор Гайдар — один из основных руководителей и идеологов экономических реформ 1992 года в России

В докладе первого заместителя премьер-министра СССР В. Щербакова, датированном 16 августа 1991 года, говорилось, что из расчётов и анализа специалистов Минфина, Минэкономики, Госбанка и Госкомстата СССР следует, что если не предпринять экстренных мер для стабилизации экономики в течение ближайших 2—4 месяцев, после этого срока единственным сценарием нормализации положения будет немедленная либерализация всех цен и тарифов. При этом спад экономики достигнет 25—30 %, а безработица в пиковые периоды составит 35—40 млн человек.
Ряд экономистов и политиков, включая Гайдара, утверждают, что существовала «угроза голода», объясняя этим необходимость немедленной либерализации цен. Эта мера, по замыслу реформаторов, должна была стимулировать крестьян продавать зерно и другие продовольственные продукты, предприятия поставлять товары в систему розничной торговли. В воспоминаниях Гайдар называет либерализацию цен единственной мерой, дающей шансы на предотвращение катастрофы, подчёркивая, что «Решение было одним из самых рискованных в мировой истории»:135. В своей работе «Смуты и институты» Гайдар писал о безотлагательности этого решения:135:

В октябре 1991 года мы предполагали, что можно отложить либерализацию цен до середины 1992 года, а к тому времени создать рычаги контроля над денежным обращением в России. Через несколько дней после начала работы в правительстве, ознакомившись с картиной продовольственного снабжения крупных российских городов, был вынужден признать, что отсрочка либерализации до июля 1992 года невозможна.

О нехватке зерна и угрозе голода писал в своём дневнике помощник М. Горбачёва А. Черняев ещё в марте 1991 года.
Дочь первого мэра Санкт-Петербурга Анатолия Собчака Ксения вспоминала: «По рассказам отца, самым сложным периодом для него была зима 1991—1992 гг., когда в результате шоковой терапии город голодал. Магазины стояли пустые, продукты выдавали по талонам. Папа добился того, чтобы Запад начал оказывать городу гуманитарную помощь. Он лично встречался по этому поводу с канцлером Германии Гельмутом Колем и президентом Франции Франсуа Миттераном. А также под личную ответственность разбронировал государственные запасы продовольствия, предусмотренные на случай войны. И ездил ночью разгружать груз с гуманитарной помощью, чтобы её не разворовали. „Город, переживший блокаду, — говорил папа, — не должен вновь узнать, что такое голод“».
Ряд экономистов, однако, полагают, что «угрозы голода» не было. Экономист Григорий Явлинский (с августа 1991 года — заместитель председателя Комитета по оперативному управлению народным хозяйством СССР) в 2010 году говорил, что «никаких признаков голода не было». По его словам:

Да, в магазинах было шаром покати, но никаких признаков голода не было. Возникали альтернативные способы реализации многих потребительских товаров. <…> Советская распределительная система умирала на глазах. Но вместо неё появлялась другая — да, она была хаотическая, странная, извращенная, теневая, но собственно объёмы продовольствия, бывшие в наличии, не вызывали опасений, что все вот-вот погибнет. У продовольствия ведь есть одно интересное свойство — его надо реализовывать, пока оно не испортилось.

Тему «безальтернативности» решений Гайдара Явлинский считает способом «политического самооправдания». Экономист Николай Петраков, что товары были, но их прятали, зная, что скоро будут отпущены цены. По его мнению, «именно при Гайдаре как раз и появились голодные люди». По мнению академика РАН В. М. Полтеровича, дефицит товаров в СССР, наблюдавшийся в конце 1991 года, был «в значительной мере порожден ожиданием будущих изменений, в частности, резкого повышения цен в результате либерализации, о которой было фактически объявлено ещё в октябре 1991». 
Социолог Ренальд Симонян полагает: «Обойтись без голода удалось не благодаря Гайдару, Чубайсу и Коху, а потому, что русский народ способен приспосабливаться». Экономист, член команды Гайдара Пётр Авен также считал, что «лестное» мнение о «спасении от голода» является преувеличением, поскольку «если государство не будет народу мешать, устраивая, например, войны или вводя продразверстку, то никто не замёрзнет и от голода не умрёт».
Экономистами также обсуждается общее состояние экономики России к 1992 году. 
Экономист Абел Аганбегян писал, что переход к рыночной экономике осуществлялся «в поистине ужасающих условиях — распада страны, практического безвластия и надвигающейся социально-экономической катастрофы в ходе углубляющегося кризиса». Он так описывал ситуацию, сложившуюся к началу реформ: «Никто никогда ни до, ни после России не переходил к рынку в подобных условиях. Никакого опыта здесь не существовало».
Сотрудник Института экономической политики им. Гайдара Кирилл Родионов так описывал положение страны в момент начала работы правительства реформаторов:

В России к моменту начала преобразований оказались полностью разрушены политические институты старого режима, в то время как на становление новых требовались долгие годы. В конце 1991 года Россия была страной без границ, вооружённых сил, национальной валюты, таможни, собственных органов государственного управления. Слабость государственных институтов, присущая периоду революции, наложила отпечаток на процесс реализации реформ: и без того тяжёлый период перехода к рынку осложнялся политической нестабильностью, что вылилось в невозможность проведения последовательного курса преобразований.

Экономист Олег Богомолов писал, что утверждения о критическом состоянии экономики были мифами, которыми Гайдар вооружил пропаганду для оправдания его политики:

Если гайдаровское правительство пришло на развалины экономики, то как объяснить, что при неуклонно продолжающемся дальнейшем спаде производства, особенно в сельском хозяйстве, лёгкой и пищевой промышленности, удалось накормить страну и удержать её на плаву? Ответ может быть только один — либо за счёт огромных заимствований на Западе, либо в результате проедания несметных природных и других богатств, доставшихся реформаторам в наследство от предшествующего режима. И то, и другое имело место, и именно за счёт этого, а не шоковых реформ, удалось выжить.

Экономист Евгений Ясин писал: «Перед страной стояла неимоверной трудности задача — перейти от плановой экономики, которая пришла в состояние негодности, продемонстрировав несостоятельность коммунистического эксперимента, к рыночной».

## Начало экономических реформ

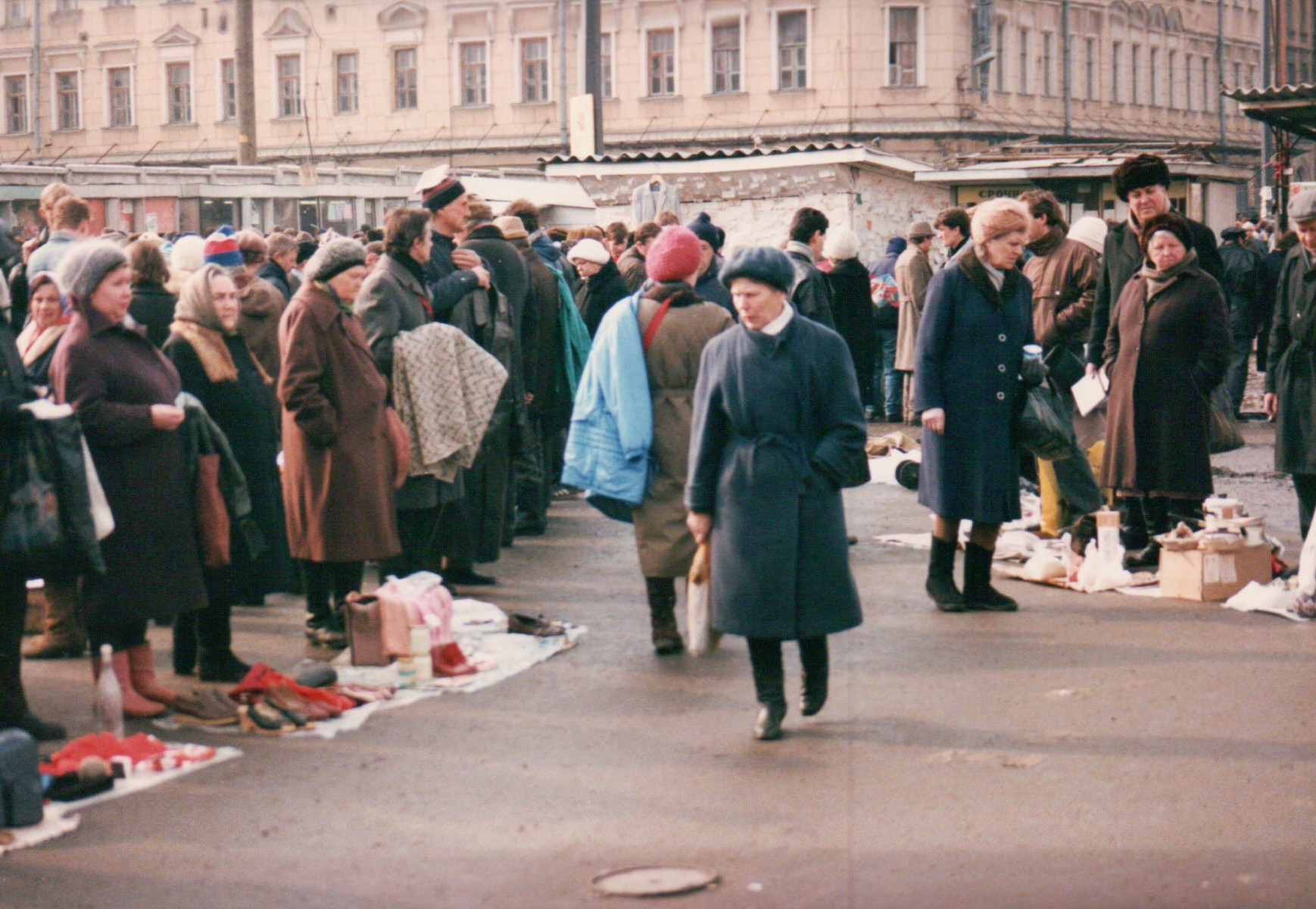
Уличный рынок в Ростове-на Дону, 1992 год

В начале осени 1991 года стало понятно, что СССР не в состоянии платить по внешнему долгу. Начавшиеся переговоры с кредиторами привели к подписанию в конце октября меморандума «О взаимопонимании относительно долга иностранным кредиторам СССР и его правопреемников». Восемь из пятнадцати советских республик признали свою солидарную ответственность по этому долгу. Иностранные банки, со своей стороны, потребовали срочного перехода к рыночным реформам. Осенью 1991 года появилась на свет «экономическая программа» Егора Гайдара. Основные её положения президент Ельцин огласил 28 октября в программной речи на V съезде народных депутатов Российской Федерации. Она предполагала приватизацию, либерализацию цен, товарную интервенцию, конвертацию рубля. Провозглашая этот курс, Борис Ельцин заверил сограждан, что «хуже будет всем в течение примерно полугода». Затем последует «снижение цен, наполнение потребительского рынка товарами, а осенью 1992 года — стабилизация экономики, постепенное улучшение жизни людей».
21 ноября, по результатам второго тура переговоров со странами «семёрки», посвященных внешнему долгу, Советскому Союзу была предоставлена кратковременная отсрочка по его долговым обязательствам. 5 декабря был подписан «Договор о правопреемстве в отношении государственного долга и активов Союза ССР». Этим договором была определена сумма общей задолженности СССР — 93 млрд долларов — и доля каждой из 15 республик в погашении советского долга. Доля России составила 61,3 %, или около 57 млрд долларов. Семь республик (Азербайджан, Латвия, Литва, Молдова, Туркменистан, Узбекистан и Эстония) подписать этот договор отказались. Основным условием предоставления ещё одной отсрочки по долговым обязательствам стало «сотрудничество с Международным валютным фондом» (МВФ) в осуществлении «рыночных реформ». Как утверждал Руслан Хасбулатов, «программа реформ в России как целостный документ» не существовала, а в основе тех преобразований, которые были начаты в январе 1992 года и получили название «шоковой терапии», лежали «жёсткие рекомендации и требования Международного валютного фонда».
Проект президентского указа был подготовлен командой Гайдара 15 ноября. Либерализацию цен предполагалось объявить с 1 декабря 1991 года. Однако под давлением других союзных республик, имевших общую рублёвую зону с Россией, либерализация цен была отложена сначала на 16 декабря, а затем на начало января 1992 года.
Либерализация цен была осуществлена 2 января 1992 года. При этом предприятия и учреждения розничной торговли получали право самостоятельно устанавливать цены на свою продукцию, отменялись ограничения на импорт. Вместе с вышедшим вскоре указом о свободе торговли и ускорением приватизации государственных предприятий это означало конец советской командно-административной экономической системы и переход к рыночной экономике.
Расчёт Гайдара на наполнение магазинов товарами, решение проблемы дефицита, оправдался. В книге экономиста Л. Лопатникова приведены данные, что товарные запасы в розничной и оптовой торговле, а также промышленности, составлявшие к январю 1992 года 45 % от уровня декабря 1990 в июне выросли до 75 % этого уровня. В экономике начали действовать рыночные механизмы. Напротив, Сергей Кара-Мурза приводит данные «Государственного доклада о состоянии здоровья населения Российской Федерации в 1992 году» и отмечает, что в стране возник «всеобщий дефицит» питания, «ранее немыслимый».
Перед либерализацией цен правительство приняло ряд мер по социальной поддержке малообеспеченного населения. 26 декабря 1991 года вышел указ президента «О дополнительных мерах социальной поддержки населения в 1992 году». В феврале 1992 года был также принят указ о единовременных выплатах малообеспеченным группам населения и вышло правительственное постановление о создании территориальных фондов соцподдержки. Как пишет министр экономики в 1992 году Андрей Нечаев были выделены средства на адресную соцподдержку нуждающихся, созданы федеральные и региональные фонды социальной поддержки, открывались благотворительные столовые, из региональных бюджетов выделялись дотации на молочные продукции, основные виды детского питания и некоторые услуги. Но, по словам Нечаева, «компенсировать для всех и полностью повышение цен было невозможно».
Вторая проблема, вставшая перед правительством Гайдара — расстройство системы денежного обращения. В последние годы существования СССР для финансирования внутренних расходов широко использовалась денежная эмиссия. Последствиями этой политики были неудовлетворенный спрос, увеличение накоплений частных лиц, дефицит. После отпуска цен избыток неотоваренных денег должен был привести к резкому повышению цен, создавая угрозу гиперинфляции. Финансовая стабилизация в этих условиях осложнялась тем, что бывшие советские республики теперь могли самостоятельно эмитировать рубли, расплачиваясь ими с российскими предприятиями. Это увеличивало денежную массу внутри России. Проблема была решена только к середине 1992 года, когда для расчётов с другими республиками СНГ, входившими в рублёвую зону, были введены корреспондентские счета. 
Для борьбы с инфляцией правительству России приходилось резко сокращать государственные расходы, обеспечивавшиеся печатанием денег. Средства на закупку вооружений сокращались в 7,5 раза, централизованные капиталовложения — в 1,5 раза, ценовые дотации — почти в 3 раза. Ещё одной мерой финансовой политики стало введение налога на добавленную стоимость. Административное регулирование внешней торговли заменялось введением пошлин и тарифов. Эти решения дали возможность свести бюджет первого квартала 1992 года без дефицита. При этом фактическое исполнение бюджета на первый квартал произошло с дефицитом составившим 2 % ВВП, без масштабной денежной эмиссии.
Согласно официальным данным Росстата в январе 1992 года, сразу после либерализации, цены выросли в 3,5 раза (на 345,3 %) за месяц.
В феврале инфляция опустилась до 38 % за месяц, а в мае оказалась равной 11,9 %. С уменьшением инфляции в первом полугодии 1992 года росла поддержка правительства Гайдара.
В книге экономистов В. Мау и И. Стародубровской утверждалось: «По данным московской службы „Мнение“, поддержка деятельности Е. Гайдара во главе правительства составляла 39 % в феврале (инфляция 27,3 %), 49 % в июле (инфляция 7,1 %) и 31 % в сентябре (инфляция 15,2 %). Схожие данные приводит и ВЦИОМ.»:318
В коллективном труде под редакцией Р. М. Нуреева утверждается, что вследствие либерализации цен к середине 1992 года российские предприятия остались практически без оборотных средств. Как писал экономист Д. В. Кувалин, обесценивание оборотных средств способствовало острейшему кризису взаимных неплатежей между предприятиями. Из-за неплатежей стали стремительно расти долги по зарплатам и возникла угроза остановки жизнеобеспечивающих производств: водоснабжения, электроэнергетики, транспорта и т. п.. Таким образом, проблема неплатежей стала одним из главных факторов, определявших в то время экономическую ситуацию в России.
Министр экономики в 1992 году Андрей Нечаев пишет, что «Главной причиной кризиса неплатежей стала структурная несбалансированность экономики, наличие огромного количества неконкурентоспособных в рыночных условиях производств и низкая эффективность банковской системы». По словам Нечаева, команда главы Центробанка Матюхина не смогла технически обеспечить быстрые проводки платежей между предприятиями, в результате чего приход средств на счета задерживался. В условиях высокой инфляции такие задержки оборачивались крупными потерями и дефицитом оборотных средств предприятий. Гайдар также указывал, что впоследствии динамику неплатежей изменило распространение процедуры банкротства, которая в 1992 году не применялась и была введена только с 1 марта 1993 года.

## VI Съезд народных депутатов и изменения в экономической политике
6 апреля 1992 года открылся VI Съезд народных депутатов России, который Е. Гайдар назвал «Первой фронтальной атакой на реформы». Сокращение государственных расходов привело к формированию оппозиции реформам в лице промышленного и аграрного лобби, имевшего широкое влияние в Верховном Совете и на Съезде. Разворачивается борьба вокруг увеличения дотаций и кредитов промышленности, сельхозпредприятиям. 11 апреля 1992 года Съезд принимает постановление «О ходе экономической реформы в Российской Федерации», в котором:
- отмечает целый ряд проблем в экономике: спад производства, разрушение хозяйственных связей, резкий спад жизненного уровня населения, рост социальной напряжённости, нехватка денежной наличности;
- отмечает, что правительство не создало эффективно действующих экономических рычагов и теряет управление государственным сектором народного хозяйства, а также недостаточно эффективно взаимодействует с соответствующими органами власти и управления, руководителями предприятий, представителями трудовых коллективов и профсоюзных объединений;
- предлагает президенту России внести существенные коррективы в тактику и методы осуществления экономической реформы с учетом замечаний и предложений, высказанных народными депутатами на шестом Съезде народных депутатов, и представить до 20 мая 1992 года Верховному Совету Российской Федерации перечень мер, направленных на приоритетное решение, в частности, следующих задач: недопущение критического спада производства, предотвращение массовой безработицы, наращивание производства товаров народного потребления и особенно продовольствия, достижение финансовой стабилизации, ослабление налогового бремени, ориентация налоговой политики на стимулирование развития ведущих отраслей экономики, активное проведение структурной, инвестиционной и конверсионной политики, поддержка бюджетных отраслей, осуществление действенных мер по борьбе со спекуляцией, коррупцией и мафиозными структурами, обеспечение участия широких слоев населения в приватизации и многообразия её форм с целью увеличения числа собственников, целевая ликвидация взаимных неплатежей промышленных и сельскохозяйственных предприятий.

Позднее, Гайдар в воспоминаниях так описывал принятие решений Съездом: «Практически с голоса, без обсуждения, без анализа материальных возможностей принимаются постановления, которыми правительству предписано снизить налоги, увеличить дотации, повысить зарплаты, ограничить цены. Бессмысленный набор взаимоисключающих мер»
В ответ на постановление Съезда, правительство во главе с Е. Гайдаром передаёт президенту заявление об отставке. 13 апреля Гайдар оглашает это заявление в пресс-центре Съезда. В нём, в частности, говорилось:
Совокупность требований, заявленных Съездом, обрекает страну на гиперинфляцию, означает приостановку процесса приватизации и свёртывание аграрной реформы. Предложения снизить налоги и одновременно увеличить социальные и другие выплаты невыполнимы и могут привести лишь к развалу финансовой системы. <…> Неизбежным результатом осуществления решений Съезда будет катастрофическое падение уровня жизни, голод, социальные потрясения и хаос.<…> Мы не считаем себя вправе идти по пути безответственного популизма, когда под предлогом защиты населения происходит его ограбление в результате ускорения инфляции.

Согласно расчётам правительства в случае выполнения постановления депутатов бюджетные расходы должны увеличиться до 1,2 трлн рублей, а инфляция составит 300—400 % в месяц. В тот же день на вечернем заседании Съезда Гайдар и другие министры демонстративно покидают зал, после слов спикера Р. Хасбулатова «Ребята растерялись», обращённых к правительству России.
15 апреля Съезд идёт на уступки и принимает Декларацию «О поддержке экономической реформы в Российской Федерации», в которой поддерживает действия правительства, направленные на принципиальные преобразования экономики, а постановление от 11 апреля предлагает выполнять «с учетом реально складывающихся экономических и социальных условий».
Однако президент и правительство тоже вынуждены идти на компромиссы. В мае-июне, выполняя договорённости, достигнутые на Съезде, Б. Ельцин назначает в правительство представителей «красных директоров» — Владимира Шумейко, Георгия Хижу (последний, как сказано в воспоминаниях Андрея Нечаева, придя в правительство, активно занимался лоббированием выдачи кредитов промышленности, которые, в условиях высокой инфляции, фактически являлись формой дотирования предприятий из бюджета), без ведома Гайдара вице-премьером по топливно-энергетическому комплексу назначают главу Газпрома Виктора Черномырдина. По утверждению члена правительства Петра Авена то, что Ельцин согласился на размен министров из «команды Гайдара» на кандидатуры оппозиции, для правительства «стало шоком».
Первая попытка финансовой стабилизации, основанная на сокращении государственных расходов и введения новых налогов, заняла 3-4 месяца и привела к снижению инфляции в апреле-мае 1992 года. Затем под давлением Верховного совета и директоров предприятий, жесткая денежная политика правительства смягчается. Как пишет Андрей Нечаев «К маю 1992 года мы столкнулись с тем, что навязанные нам финансовые обязательства лишь на треть могли быть покрыты за счёт реальных источников доходов бюджета». Правительство поднимает зарплаты бастующим шахтёрам, по настоянию Верховного совета выделяется 600 млрд рублей льготных кредитов на развязку кризиса неплатежей. По утверждению Гайдара в июле «Верховный Совет за два часа с голоса принимает поправки, увеличивающие финансовые обязательства государства и бюджетный дефицит на 8 % ВНП».
В июле меняется руководство Центрального банка. Новый руководитель ЦБ Виктор Геращенко не поддерживает курс на сокращение расходов, продвигаемый Гайдаром, проводит взаимозачёты долгов предприятий, на основе разовой кредитной эмиссии около 1 трлн рублей. Это даёт временный эффект и приводит к увеличению инфляции. Осенью проблема неплатежей возникает снова. В целом объём кредитов Центрального Банка увеличился во втором полугодии в 2,9 раза. По мнению четвертого министра экономики России д.э.н. Е. Ясина, «с приходом Геращенко в Центробанк первая попытка финансовой стабилизации была окончательно сорвана».
Летом 1992 г. на увеличении расходов также сказывается сезонный фактор: выделяются кредиты для обеспечения Северного завоза, Верховный совет одобряет решение о масштабных кредитах сельхозпроизводителям под уборку урожая. Ускоряется рост денежной массы и инфляции (с 8,6 % в августе до 22,9 % в октябре).
С осени правительство вынуждено вновь резко сокращать расходы, чтобы не допустить гиперинфляцию. Дефицит бюджета снизился с 10,8 % ВВП в августе до 4,4 % ВВП в октябре. Как утверждается в книге экономиста В. Мау эти усилия привели к заметному снижению инфляции весной 1993 года. Однако за 1992 год в России зафиксирована гиперинфляция с ростом цен на 2508,8 % (то есть в 26 раз).

## Основные меры правительства Ельцина-Гайдара
Андрей Нечаев, министр экономики РФ в 1992—1993 гг., в числе основных мер, принятых правительством Ельцина-Гайдара, называет:

С целью преодоления угрозы голода и тотального дефицита товаров:
либерализация цен;
разрешение свободы торговли;
урегулирование внешнего долга и открытие западных кредитных линий;
переход к адресной социальной поддержке малоимущих.
С целью нормализации финансов и подавления инфляции:
сокращение бюджетных расходов, в первую очередь не связанных с социальными задачами: государственных инвестиций — в 1,7 раза, закупок вооружений — в 5 раз, сокращение армии;
резкое сокращение дефицита бюджета и его финансирования за счёт кредитов Госбанка;
налоговая реформа, включая введение НДС и налогов на добычу нефти;
введение российской валюты,
отказ от разделения бюджета на валютную и рублевую составляющие,
упорядочение финансовых взаимоотношений центра с автономными республиками и областями.
Структурная перестройка экономики:
переход от плана к госзаказу;
конверсия оборонной промышленности;
переход на коммерческие основы в экспорте вооружений;
поэтапный переход на рыночные принципы и мировые цены в торговле с бывшими союзными республиками;
принятие закона о банкротстве;
создание основ частно-государственного партнерства в инвестиционном процессе;
переход от «бесплатных» государственных инвестиций к инвестиционным кредитам.
Создание основ рыночного хозяйства:
либерализация хозяйственных связей между производителями;
приватизация и создание инвестиционных институтов;
создание фондового рынка и его институтов (биржи, инвестиционные компании и др.);
введение конвертируемости рубля;
поэтапный отказ от административного регулирования экспорта сырьевых товаров;
создание негосударственных пенсионных фондов;
создание основ страховой медицины.
Создание и развитие российских государственных институтов и международные дела:
объединение союзных и российских ведомств и Госбанка;
создание российской армии;
взятие под контроль и упорядочение государственной границы России;
создание таможенной службы;
перестройка налоговой службы;
проведение административной реформы;
создание Совета безопасности России;
развитие судебной системы, в первую очередь, арбитража;
перевод под российскую юрисдикцию посольств и других загранинститутов, а также зарубежной собственности СССР;
обеспечение правопреемства России по отношению к СССР в международных делах, включая членство в ООН и большой «восьмерке»;
создание институтов СНГ;
вступление в МВФ и ВБ;
завершение вывода войск из стран Восточной Европы и Прибалтики.
— Андрей Нечаев. Реформы Гайдара: Мифы и реальность

### Налоговая реформа
- Введение НДС (принятие закона «О налоге на добавленную стоимость»)
- Принятие закона «О подоходном налоге с физических лиц»
- Принятие закона «О налоге на прибыль предприятий и организаций»
- Принятие закона «Об инвестиционном налоговом кредите»
- Принятие закона «О налогах на имущество физических лиц»
- Принятие закона «О налоге на имущество предприятий»
- Принятие закона «О налоге с имущества, переходящего в порядке наследования или дарения»
- Принятие закона «Об основах налоговой системы в Российской Федерации»

## Итоги работы правительства

### Достижения правительства
К моменту отставки Гайдара в декабре 1992 года, возглавляемое им правительство достигло следующих результатов:
- Преодоление товарного дефицита и восстановление потребительского рынка в первой половине 1992 года[16][52].
- Реорганизация налоговой системы[52].
- Начало процесса приватизации[16].
- Либерализация внешней торговли[16].
- Легализация владения и свободного обмена иностранной валюты (введение внутренней конвертируемости рубля)[52][75][76].
- Начало аграрной реформы — реорганизация колхозов и совхозов[77].
- Реструктуризация ТЭКа и создание нефтяных компаний[78][79].
- Достижение договоренностей о выводе ядерного оружия из Белоруссии, Украины и Казахстана[80][81].
- Резкое сокращение расходов на закупку военной техники и боеприпасов[82].

Также по мнению экономистов И. Стародубровской и советника и. о. председателя правительства Гайдара в 1992 г., ректора АНХ В. Мау:
- Остановка процессов дезинтеграции России[42][52][83].
- Недопущение обвального роста безработицы[52].

Ректор Российской экономической школы Сергей Гуриев отмечал, что Гайдар создал государственные институты современной России: налоговую систему, таможню, банковскую систему, финансовый рынок. Также, как пишет д.и.н. Александр Безбородов, правительство Гайдара осуществило реформу системы заработной платы в бюджетной сфере, приняло меры по социальной защите малообеспеченного населения, повысило пенсии по старости.
В результате деятельности правительства Е. Гайдара произошёл переход от плановой к рыночной экономике.

### Последствия либерализации цен
Последствия либерализации экономики были двоякими. С одной стороны к концу 1992 года был преодолен товарный дефицит, были запущены рыночные механизмы в российской экономике.
С другой стороны, как утверждают экономисты Римашевская и Волконский, либерализация привела к резкому росту цен в 26 раз за 1992 год, росту неплатежей, а также, по мнению Римашевской, к обесценению заработной платы, обесценению доходов и сбережений населения, росту безработицы и усилению проблемы нерегулярности выплаты заработков. Также Волконский считает, что разрушение советского государственного аппарата регулирования цен и либерализация цен привели к огромным диспаритетам в ценах и финансовом положении предприятий и отраслей. По мнению ряда экономистов, в условиях монополизированной экономики либерализация цен фактически привела к смене контролирующих цены органов: вместо государства этим стали заниматься сами монопольные структуры, что привело к резкому повышению цен и снижению объёмов производства.
Экономист, первый заместитель министра внешних экономических связей в 1992 году Сергей Глазьев утверждал, что не сопровождавшаяся созданием сдерживающих механизмов либерализация цен, привела «не к созданию механизмов рыночной конкуренции, а к установлению контроля над рынком организованных преступных групп, извлекающих сверхдоходы путём взвинчивания цен», к тому же допущенные ошибки «спровоцировали гиперинфляцию издержек, которая не только дезорганизовала производство, но и привела к обесценению доходов и сбережений граждан».
Евгений Ясин писал, что либерализация запускает механизмы структурной перестройки экономики. Эта перестройка сопровождается кризисом и спадом, закрытием неконкурентоспособных производств. Однако новые цены реально отражают спрос и стимулируют переход ресурсов, высвободившихся из планового хозяйства, в конкурентоспособные отрасли. Во второй фазе перестройки начинается реконструкция и подъём производств, рост доходов и инвестиций.
В статье бывшего сотрудника МВФ, экономиста Олега Гаврилишина, на основе сравнения результатов рыночных реформ в разных странах, утверждается, что негативные эффекты перехода к рынку не следует связывать с либерализацией, наоборот, эти последствия в России усилились из-за прерванного характера «шоковой терапии» и незавершённой финансовой стабилизации. Гаврилишин пишет, что «наилучший путь с точки зрения институционального развития — не медлить с либерализацией. Страны, уже на первом этапе предпринявшие быстрые шаги по макроэкономической стабилизации и либерализации, построили и более совершенные институты».

### Трансформационный спад
Переход к рынку во всех странах, кроме Китая и Вьетнама, сопровождался падением производства и ВВП в результате трансформационного спада. Как писали экономисты O. Blanchard и M. Kremer, особенностью перехода к рыночной экономике является дезорганизация хозяйственных связей, действовавших в старой экономической системе, тогда как для выстраивания новых экономических связей требуется время.
Олег Гаврилишин и Ron Van Rooden также указывали на необходимость изменения структуры производства, переориентации производителей на спрос, прежде чем в переходной экономике начнётся экономический рост. Сравнивая результаты реформ в странах Восточной Европы и СНГ Гаврилишин приходит к выводу, что быстрые реформы («шоковая терапия») предпочтительнее постепенных.
Экономист из Стэнфордского университета Джон Макмиллан, сравнивая опыт Китая, Индии и России, напротив, полагает, что постепенные реформы китайского и индийского образца дают лучший результат, чем быстрые. Также ставит в пример Китай академик РАН Олег Богомолов, писавший, что «верный и менее болезненный путь перехода к рынку — отнюдь не шоковая терапия, а целеустремлённое и неуклонное развертывание рыночных институтов и инструментов в двухсекторной экономике». При этом Богомолов подчеркивает, что «нет серьёзных доводов» против того, что китайская модель пригодна в России. Американские экономисты Джэффри Сакс и Винг Ву, в статье, посвящённой сравнению реформ Китая и России, утверждают, что китайский опыт не был применим для СССР, так как страны имели разную структуру экономики: в Китае отсутствовала развитая промышленность, большинство населения к началу реформ работало в аграрном секторе. Егор Гайдар в книге «Долгое время» писал, что СССР мог пойти по китайскому пути в конце 20-х годов, до начала индустриализации (за этот путь выступала «правая оппозиция в ВКП(б)»).
Егор Гайдар говорил, что «предпочёл бы мягкие, постепенные реформы». По утверждению Гайдара, программа таких реформ, на основе венгерского и китайского опыта, была подготовлена его группой в 1985 году, но не была принята, что и привело к экономической катастрофе:

К 1991 году дошло до полномасштабной экономической катастрофы, банкротства страны, и развала потребительского рынка. К этому времени говорить о градуалистских реформах по китайско-венгерской модели могли только клинические идиоты.

Сергей Гуриев также утверждал, что к моменту прихода в правительство Гайдара уже не было возможностей для постепенных реформ. Профессор РЭШ Константин Сонин, описывая дискуссию экономистов 1990 года и последующие выводы, пишет: «Несмотря на то, что до начала 1991 года обсуждалось множество способов постепенного „отпуска“ цен, никакой разумной альтернативы действиям российского правительства осенью 1991 года — подготовки практически полной либерализации цен и внешней торговли с целью немедленного наполнения потребительского рынка товарами, включая продукты питания, — пока не было предложено даже в ревизионистской литературе». Однако академик Виктор Полтерович аргумент сторонников «шоковой терапии» о том, что к концу 1991 года «отсутствовала возможность реализации градуалистских стратегий» называет неубедительным. По словам Полтеровича, дефицит на потребительском рынке в значительной мере был вызван ожиданием резкого повышения цен в результате либерализации. По словам, бывшего соратника Ельцина Михаила Полторанина концепцию реформ, по образцу послевоенной Японии, предлагали Ельцину разные люди от Григория Явлинского до председателя Госкомимущества РСФСР Михаила Малея. И эта концепция была вполне реализуема, однако Ельцин уже принял решение реализовывать программу, предлагаемую ему МВФ и лично Джэффри Саксом, который утверждал, что постепенные реформы грозят возвращением к власти коммунистов и гарантировать удержание власти смогут только быстрые реформы.
Кандидат экономических наук И. Минервин, описывая дискуссию о темпах реформ, утверждает, что «Большинство специалистов, однако, выступили за более умеренные темпы, эволюционность проведения реформ (в том числе Л. Клейн, Я. Корнаи, М. Голдман, Дж. Стиглиц и многие другие)».
Гайдар также указывал на то, что переход к рынку в России осложнялся распадом СССР, сопровождавшимся крахом всех институтов советской власти, длительностью периода, при котором отсутствовали рыночные отношения, отсутствием традиции деловых отношений и эффективной системы судопроизводства, наличием гипертрофированного военно-промышленного комплекса и нерентабельных социалистических производств. Также Гайдар писал, что формирование рынка протекало в ожесточенной борьбе со старой хозяйственной номенклатурой. Историк А. Безбородов связывает неудачу в борьбе с инфляцией, с сопротивлением «старой» хозяйственной элиты, заинтересованной в бюджетных деньгах и имевшей влияние в Верховном совете. Анализ российских реформ, как цепочки компромиссов между реформаторами и различными группами интересов (номенклатурой, трудовыми коллективами и промышленным лобби) был проведён экономистами Шлейфером и Трейсманом.
Как пишет Е. Ясин, нерентабельность многих социалистических производств в условиях рынка, огромный военно-промышленный комплекс, незавершённость финансовой стабилизации и другие факторы привели к продолжению спада производства и ухудшения уровня жизни. По мнению Руслана Гринберга, «разочаровывающие итоги системной трансформации» прежде всего обусловлены попытками реализовать неолиберальную стратегию и лишь во вторую очередь — трудными стартовыми условиями.

### Падение объёма инвестиций
В 1992 году произошло падение объёма капитальных вложений на 40 % по отношению к предыдущему году. Профессор экономики Калифорнийского университета Майкл Интрилигейтор относит «истощение инвестиций с вытекающей отсюда эрозией основного капитала» к одному из последствий провала макроэкономической стабилизации и связанных с этим спада и инфляции.
Бывший министр экономики России Андрей Нечаев пишет, что в 1992 году деньги приходилось выделять не по принципу «куда бы хотелось», а по принципу «куда нельзя не дать». Был принят наиболее жёсткий вариант сокращения капвложений, из которого были вычеркнуты все долгострои, начатые в СССР, и оставлены объекты, необходимость которых была очевидной. В то же время, как пишет Нечаев, одним из аргументов в пользу такого сокращения было то, что из крупных объектов, в которые инвестировались деньги в последние годы существования СССР, в 1991 году в строй не ввели ни одного. Деньги, по словам Нечаева, по большей части уходили «в песок».
В статьях 1990—1991 гг. в журнале «Коммунист» Гайдар писал, что увеличение капитальных вложений в эти годы было одной из основных причин инфляции. При этом большое количество вновь начинающихся строек сочеталось с регулярным срывом ввода объектов в эксплуатацию, ростом числа законсервированных и остановленных строек, закупленного, но не установленного оборудования. Экономическая эффективность инвестиционных проектов не подтверждалась экспертизами.

### Последствия либерализации внешней торговли
Как указывал академик Виктор Полтерович, либерализация внешней торговли была проведена в 1992 году совместно с либерализацией внутренних цен, однако внутренние цены не приблизились к своим равновесным значениям. Это привело к крайне негативным последствия для страны:
- Продажа сырьевых ресурсов (нефть, топливо, цветные металлы) в условиях огромной разницы мировых и внутренних цен, низких экспортных тарифов и слабого таможенного контроля стала сверхприбыльной, обеспечивая доходность в десятки тысяч процентов. В результате инвестиции в развитие производства потеряли смысл. Экономические субъекты стали стремиться получить доступ к внешнеторговым операциям. Эти обстоятельства способствовали росту преступности, коррупции, неравенства, повышению внутренних цен и спаду производства[102].
- Поток относительно дешевых потребительских товаров из-за рубежа привёл к обрушению российской лёгкой промышленности[102].

Андрей Нечаев писал, что проблема неравновесности внутренних и внешних цен в России учитывалась при разработке тарифов и пошлин на внешнеэкономическую деятельность. Приходилось рассчитывать такие тарифы, чтобы не опустошить внутренний рынок из-за вывоза сырья и в то же время дать возможность преодолеть дефицит товаров, создать конкуренцию на внутреннем рынке и
наполнить бюджет. По его словам «в целом наши товаропроизводители тогда особых нареканий на установленные импортные тарифы не высказывали». В то же время полная либерализация импорта была связана с необходимостью преодоления товарного дефицита.
В коллективном труде ИЭПП «Экономика переходного периода» под редакцией Гайдара в качестве последствий либерализации внешней торговли называются:
- Создание конкурентной среды на сверхмонополизированном внутреннем рынке.
- Компенсация резкого спада производства в российской промышленности.

Также указывается, что правительством были приняты вынужденные меры для сдерживания экспорта энергоносителей, чтобы не создать их дефицит на внутреннем рынке, где цены на них не были либерализованы. В целом экспорт нефти и газового конденсата в 1992 году сократился на 19 %.

### Рост преступности и коррупции
Академик В. Полтерович утверждал, что на российские реформы, вызвавшие «полное обесценение сбережений в 1992 г., резкое падение жизненного уровня, невыплаты заработной платы, фактическое разорение большинства предприятий несырьевого сектора на начальном этапе» население «ответило взрывной интенсификацией неуправляемых перераспределительных процессов — ростом теневой экономики, коррупции, преступности». По его словам, «правительство даже не пыталось найти адекватные меры, чтобы сдержать эти процессы». Полтерович также пишет, что рост преступности, в частности, был вызван недостаточной компенсацией ущерба от реформ проигравшим группам экономических агентов. В противовес российским реформам Полтерович указывает на успешный опыт преобразований в Восточной Европе.
Анализируя итоги реформ, социолог Ренальд Симонян приходит к выводу, что правительство Гайдара «простимулировало создание коррумпированного государства». Гайдар, поднимая тему коррупции, писал, что "размах номенклатурного разворовывания в 1990—1991 годах намного превосходил всё, что мы имели на этой ниве в 1992—1994 годах.

### Последствия для оборонно-промышленного комплекса
В 1992 году объём закупок вооружения и военной техники были сокращены на 67 %.
Министр экономики в правительстве Гайдара Андрей Нечаев рассказывал, что старался сохранить затраты на НИОКР в оборонной сфере и создал систему конверсионных кредитов по льготным ставкам для производств ВПК, но финансирование оборонной промышленности пришлось сокращать. Нечаев описывал свой опыт посещения одного из военных производств — завода «Омсктрансмаш», директор которого требовал финансирование: «я увидел сюрреалистическое зрелище: просека в тайге, и сколько хватает глаз — стоят припорошенные снегом танки, и ряды их уходят вдаль куда-то. Сколько их там было? Тысячи, десятки тысяч. <…> Я не выдержал и закричал: „Подлец, ведь тебя же судить и расстреливать надо. Танков стоит на три больших войны, а он ещё денег просит у нищей страны, чтоб клепать их дальше“». Финансирование выделено не было. Нечаев признаёт: «Понятно, что это была для завода катастрофа». Нечаев пишет, что правительство старалось сохранить технологию производства уникальных вооружений, помогало военным предприятиям выйти на внешний рынок и запускало программы конверсии лишних военных мощностей.
Президент Лиги содействия оборонным предприятиям (представлявшей ОКБ Сухого, НПО «Союз», ЦАГИ, НПО «Антей») Алексей Шулунов писал, что с 1992 года был разрушен порядок финансирования и проведения оборонных НИОКР. Это привело к деградации и распаду научных коллективов, из которых уходили молодые перспективные кадры. Подобные действия реформаторов в сфере ВПК Шулунов считает как минимум «крупнейшей ошибкой», если не чем-то другим. Доктор экономических наук Евгений Борисов охарактеризовал влияние реформ на ВПК как разрушительное: «Начало коренных экономических преобразований было ознаменовано „обвальным“ разрушением оборонно-промышленного комплекса».
Сотрудник министерства экономики в 1992 году, министр экономики в 1997—1998 гг. Яков Уринсон рассказывал, что несмотря на недостаток финансовых средств, взаимодействуя с руководителями ОПК «всё же удалось сохранить и даже укрепить потенциал ключевых предприятий ОПK», сформировать адекватную новым условиям методику мобилизационного планирования, систему согласования и утверждения оборонного заказа. По словам Уринсона был создан новый подход к развитию ОПК в рыночных условиях, использующий «предельно возможный из макроэкономических соображений уровень военных расходов» в процентах от ВВП, при увеличении доли расходов на НИОКР.
Генеральный директор ОАО «„Корпорация“ Радиокомплекс» Владислав Фадеев характеризует действия правительства как некомпетентные, отмечая, что по ВПК «первый удар был нанесен в 1992 году с приходом Гайдара». Критикуя действия правительства Гайдара в оборонной сфере член Совета по внешней и оборонной политике Виталий Шлыков, называет следующие ошибки: сохранение неоправданно высокого уровня военного производства и оборонного заказа; отсутствие реструктуризации и перевода в резерв оборонных предприятий, сокращение покупательного спроса на потребительские товары и производственное оборудование. Решающим препятствием для демилитаризации экономики Шлыков считает снятие ограничение на импорт потребительских товаров. При этом именно ВПК, по мнению Шлыкова, надо было подвергнуть «шоковой терапии». О деструктивном влиянии реформ Гайдара говорил председатель Комитета Госдумы по экономической политике Юрий Маслюков.

### Продолжение падения уровня жизни
Продолжившиеся в 1992 году снижение уровня жизни и рост бедности начались за несколько лет до формирования правительства реформаторов. Средние реальные доходы населения в 1992 году сократились почти в два раза по сравнению с уровнем 1991 года, у трети населения (42,6 млн человек) доходы опустились ниже прожиточного минимума. Как пишет директор ИСЭПН РАН Н. М. Римашевская, снижение в 2—3 раза текущих доходов населения и «экспроприация их сбережений» стало нарушением прав граждан на приемлемые условия существования:186. Но денежные доходы населения в 1991 году не обеспечивались товарами на полках магазинов. По данным, которые приводит Гайдар со ссылкой на архивный документ, товарные запасы в стабильных ценах на сентябрь 1991 года составляли 14 копеек на 1 рубль денежных средств населения, а прирост номинальных доходов к уровню 1990 года в 1991 году оценочно составил 517 %.
В статье социолога Валентины Сычёвой говорилось, что после гайдаровской либерализации цен «бедность стала самой болезненной проблемой населения», а в течение 1992 года и в начале 1993 года «практически во всех сферах жизнеобеспечения населения произошли резкие изменения в худшую сторону». Опрос ВЦИОМ в сентябре 1992 года о материальном состоянии семьи показал, что 54 % россиян «еле сводили концы с концами», 31 % — «жили более или менее прилично», 9 % «жили за гранью бедности» и лишь 4 % не испытывали затруднений. Опрос Института социологии РАН в декабре 1992 года 38,2 % опрошенных за полгода (с мая 1992 года) стали жить «гораздо хуже», 27,4 % — «немного хуже», у 20,7 % жизнь «осталась такой же», у 8,6 % — «немного лучше», у 2,3 % — «гораздо лучше». Опрошенные сравнивали жизнь с маем 1992 года, когда были получены результаты хуже в сравнении с началом года.
Согласно государственному докладу «О состоянии здоровья населения РФ в 1992 году», в 1992 году произошло существенное ухудшение качества питания, при этом, сравнивая ситуацию с 1987 годом, «Отмечается вынужденная ломка сложившегося в прежние годы рациона питания, уменьшается потребление белковых продуктов и ценных углеводов, неизбежно сказывающегося на здоровье населения России и в первую очередь беременных, кормящих матерей и детей». Согласно данным издания «Веста, статистика. 1993» в 1992 году (по сравнению с 1991 годом) потребление мяса и мясопродуктов сократилось на 14 %, молочной продукции — на 15 %, рыбы и рыбопродуктов — на 20 %, сахара и кондитерских изделий — на 13 %. Но увеличилось потребление хлеба и хлебопродуктов — на 4 %, картофеля — на 6 %. Согласно данным Госкомстата калорийность дневного рациона в 1992 году снизилась всего на 3,5 % с 2526,88 килокалорий до 2438,17. Как отмечает политик Владимир Милов «2438 килокалории в сутки в среднем на одного россиянина — это уровень, например, 2003—2004 гг». Социолог Сергей Кара-Мурза писал: «Уже в 1992 г. произошло резкое и глубокое ухудшение питания большинства населения», а директор Института проблем рынка РАН Николай Петраков — что «именно при Гайдаре как раз и появились голодные люди». По данным Госкомстата ухудшение уровня жизни и питания началось до 1992 года. В 1991 году сократилась реализация основных продуктов питания: мясо и птица — на 21 %, молоко — на 13 %, масло животное — 18 %, масло растительное — 17 %, сахар — 20 %, картофель — 17 %, овощи — 22 %.
Согласно докладу «О состоянии здоровья населения РФ в 1992 году», за 1992 год численность безработных увеличилась почти в 10 раз, составив к началу следующего года 577 тыс. человек. Д.э.н., профессор Валентин Кудров в учебнике «Мировая экономика» пишет, что в 1991 году уже существовала скрытая безработица, достигавшая 35 % трудоспособного населения.

### Инфляция и дефицит бюджета
По утверждению экономиста Андрея Илларионова, после прихода Гайдара в правительство российские государственные расходы увеличились до 71 % ВВП в 1992 году, в то же время государственные доходы упали до 39 % ВВП. В результате образовался бюджетный дефицит в 32 % ВВП, как писал Илларионов, «немыслимый для государственных финансов мирного времени». Инфляционная волна, созданная, по мнению Илларионова, усилиями Гайдара, в конечном счёте привела к отставке Гайдара и его правительства. В статье сотрудников ИЭП им. Гайдара Л. Лопатникова, В. Назарова и С. Синельникова-Мурылева указывается, что приведённые Илларионовым данные за 1992 год рассчитаны по иной методике, чем данные за 1991 год, и содержат расходы, которые не учитывались в расчетах Госкомстата в 1991 году, так что никакого повышения государственных расходов при Гайдаре не произошло. Сопоставляя данные полученные по различным методикам «маститый экономист совершил элементарную ошибку» — указывают авторы статьи. Если рассчитывать государственные расходы 1992 года по методологии Госкомстата СССР, то они составили бы всего 33 % ВВП, то есть произошло понижение на 22 процентных пункта. Приведённая Илларионовым цифра бюджетного дефицита, по мнению авторов статьи, существенно преувеличена из-за преувеличения значения бюджетных расходов. Анализируя помесячную динамику расходов в 1992 году экономисты приходят к выводу, что значительный вклад в расходы (27 %) был осуществлён в декабре 1992 года уже после отставки Гайдара и не связан с его деятельностью. Подводя итог анализу данных Илларионова, авторы статьи пишут, что «там, где одни видят приговор, основанный на каких-то цифрах, пусть даже фальсифицированных, другие видят повод для дискуссии о сложностях переходного периода в России».
По мнению Григория Явлинского, избежать столь большой инфляции можно было, проведя перед либерализацией цен малую приватизацию. В частности, в программе 500 дней предусматривалось её проведение в течение трех месяцев. Это позволило бы демонополизировать российскую экономику и значительно уменьшить дисбаланс между денежной и товарной массой, придало бы реформам надёжную основу и регулятор — малого и среднего собственника.
Согласно докладу сотрудников Всемирного банка, государственные расходы 1992 года составляли 69,1 % ВВП. Согласно расчетам ИЭПП, по итогам 1992 года государственные расходы вместе с бюджетными ссудами (за вычетом их погашения) оказались равными 65,1 % ВВП, в то же время государственные доходы составляли 40 % ВВП, из которых 25 % (10 % ВВП) составляли доходы внебюджетных фондов, дефицит федерального бюджета составил в 1992 году 29,4 % ВВП, этот же показатель без учёта субсидий импортёрам (прежде всего продовольствия), в основном профинансированных за счёт внешних кредитов, составил 18,9 % ВВП.
Инфляция по итогам года в 1992 году составила 2609 %. В результате гиперинфляции денежные вклады населения в Сбербанке, составлявшие более 100 млрд рублей, обесценились, что было воспринято как прямой грабёж со стороны государства. Инфляция также ударила по оборотным средствам предприятий, вследствие чего возникла проблема неплатежей, ставшая многолетней.

### Остановка процессов дезинтеграции России
В 1990—1991 годах, пользуясь слабостью федерального центра и ситуацией распада СССР некоторые регионы России подняли вопрос о разграничениях полномочий с федеральным центром и даже о своём суверенитете. В некоторых регионах вводились ограничения на вывоз товаров и продовольствия, региональные валюты и создавались местные политические партии. Как рассказывал министр экономики в правительстве Ельцина-Гайдара Андрей Нечаев одной из наиболее сложных проблем был вопрос о разграничении полномочий с Татарстаном, руководство которого использовало вопрос о своём суверенитете для давления на центр, в том числе угрожая выходом из состава России. В результате тяжёлых переговоров правительства с руководством республики проблему удалось свести к новому распределению доходов от татарской нефти и расходов внутри республики. Если бы этот компромисс не был бы найден, Татарстан мог бы создать опасный прецедент. Как пишет Нечаев:

Угроза распада России или превращения её в конфедерацию со слабым, аморфным центром была вполне реальной. Её предотвращение я считаю одной из главных заслуг первого российского правительства.

Ещё более сложная политическая проблема сложилась с Чеченской Республикой, однако, по словам Нечаева «экономический блок правительства был отстранен от чеченских дел», — заключить компромисс по татарскому образцу не удалось.
Переговоры о разграничении доходов шли и с другими регионами. В частности многие регионы требовали перехода на одноканальную систему сбора налогов — когда федеральному центру выплачивалась бы только определённая сумма, а все налоги оставались в местных бюджетах. Правительству удалось пресечь попытки введения одноканальной системы. По словам Нечаева она бы «ставила под сомнение федеративное устройство страны. Федеральный центр как бы переходил на положение иждивенца республик и областей».
Как полагает Андрей Илларионов, утверждение о том, что Гайдар «спас» страну от «распада» является очередным мифом, создаваемым его друзьями (особенно Чубайсом). Абел Аганбегян, описывая тенденции децентрализации России к моменту начала экономических реформ, резюмирует: «дело шло к распаду России». По мнению академика, именно распространение рыночных отношений, включивших спрос на деньги в регионах, переломило ситуацию и предотвратило угрозу распада страны.

### Экономический рост
По мнению Олега Гаврилишина и Егора Гайдара, в завершающей стадии перехода от плановой экономики к рыночной начинается восстановительный рост экономики. На этом этапе потребности рыночного сектора оказываются равны или больше, чем трудовые, производственные и другие ресурсы, освободившиеся из планового сектора (нерентабельных предприятий). Гайдар писал, что этот механизм роста действовал в России до 2003 года, после чего рост приобрёл инвестиционный характер.
Как отмечал экономист Гарвардского университета Маршалл Голдман, противопоставляя Россию странам Восточной Европы, экономический рост в европейских странах начался уже через два-три года после начала реформ. В России же, по утверждению Голдмана, ВВП неуклонно падал вплоть до 1999 года и снизился за это время на 40-50 %. В целом же реальный ВВП России восстановился до уровня начала 1990-х только во второй половине 2000-х годов. Владимир Мау пишет, что во всех реформировавшихся странах «рост начинается в течение года после стабилизации». Россия не была исключением, хотя бюджетная стабилизация произошла здесь позднее чем прогнозировалось. Академик РАН Абел Аганбегян пишет, что если бы правительство Гайдара не было отправлено в отставку в 1992 году и сохранило курс на борьбу с инфляцией, то Россия смогла бы оказаться в числе передовых стран по выходу из трансформационного кризиса. Причины затянувшегося спада академик видит в действиях следующих правительств России, проводивших мягкую бюджетную политику.
Как пишет Гайдар, существуют различные точки зрения относительно факторов начавшегося в конце 1990-х роста: приход к власти Владимира Путина и политическая стабилизация, рост цен на нефть и обесценение рубля. Однако Гайдар обращает внимание на то, что через несколько лет после начала перехода к рынку, рост экономики появился во всех странах Восточной Европы и постсоветского пространства. В России экономический рост начался в 1997 году, был прерван кризисом 1998 года и продолжился в 1999 году. Как указывал Е. Гайдар, это говорит о том, что на первоначальном этапе экономический рост носит общую восстановительную природу и является органическим следствием проводившихся реформ.
Евгений Ясин писал, что возобновлению экономического роста в 1998 году «кроме девальвации рубля способствовали реформы Гайдара, пробудившие российский бизнес, создавшие рыночную экономику и придавшие ей энергию развития». Также мнения о связи роста экономики и рыночных реформ 90-х придерживается шведский экономист, бывший советник правительства России Андерс Аслунд.
Экономист Станислав Меньшиков, проводя анализ факторов экономического роста, отмечает: «Утверждать, что за экономический рост последних лет надо кланяться и благодарить Гайдара, который, якобы, дорожку проторил, это, мягко говоря, весьма вольное обращение с фактами». В то же время Меньшиков, ссылаясь на доклад Всемирного банка, говорит о тех же факторах роста экономики в 1999—2002 гг., что и Гайдар в описании восстановительного роста: дозагрузка простаивавших мощностей и задействование избытка дешёвой рабочей силы.

### Политические последствия реформ
В 1992 году начался постепенный раскол тех сил, которые до этого выступали как единая антикоммунистическая оппозиция. Ключевыми моментами расхождениями стало отношение к Беловежскому соглашению и к проводимым правительством Ельцина-Гайдара экономическим реформам. Тем не менее, большая часть демократически ориентированных сил в 1992 году продолжала поддерживать реформаторскую деятельность правительства. При этом, характеризуя состоянии дел в то время один из лидеров «Демократической России» того времени заметил: «Вся дискуссия между Гайдаром и его оппонентами воспринималась не как дискуссия по макроэкономике, в которой, за вычетом членов его экономической команды, почти никто ничего не понимал. Гайдар скорее воспринимался как продолжатель последовательной реформаторской демократической и прогрессивной традиции. Была четкая граница между советским консерватизмом с одной стороны и движением вперёд, установкой на прогрессивные преобразования, которые приведут нас в круг цивилизованных стран. И Гайдар ассоциировался именно с этой установкой».
В 1992 году также действовал Общественный комитет российских реформ (ОКРР), участники которого были призваны объяснять населению суть происходящих реформ и содействовать им. По большей части в ОКРР входили члены «Демократической России»..
Пётр Авен, отмечает недооценку командой Гайдара политического фактора в проведении реформ, которой избежали коллеги реформаторов из стран бывшего социалистического лагеря, например создавший впоследствии свою политическую партию польский экономист Лешек Бальцерович. По его словам, реформаторы, могли бы найти себе союзников среди депутатов Верховного Совета, адекватных «красных директоров» и представителей исполнительной власти, что обеспечило бы более успешное проведение реформ. Сложным, но возможным было включение в правительство Бориса Федорова, Григория Явлинского, не хватало жесткости в отстаивании своей позиции перед Борисом Ельциным и его окружением.